# Herman von Vechelde (Politiker, um 1350)

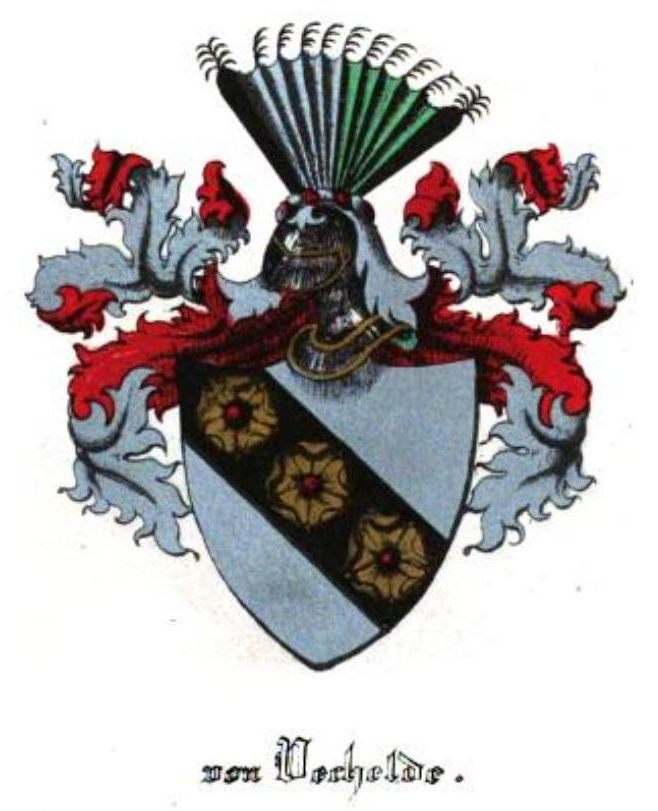
Wappen derer von Vechelde (nach Grote 1852)

Herman von Vechelde (* um 1350 vermutlich in Braunschweig; † 28. Juni 1420 ebenda) war ein deutscher Fernhändler und Großer Bürgermeister des Weichbildes Altstadt in Braunschweig.

## Leben
Vechelde wurde um das Jahr 1350 als Sohn des aus der Ortschaft Vechelde stammenden und seit 1345 in Braunschweig ansässigen Fernhändlers Bernart von Vechelde (1325–1367) und dessen Ehefrau Metteke (Herkunftsbezeichnung von Osterode) geboren. Er legte ein großes Vermögen in Häuserzinsen, Grund- und Zehntbesitz an. Dieses gilt als Grundlage für das spätere „Vechldsche Vermögen“. Erstmals erwähnt wurde sein Name 1371. Im Jahr 1380 wurde er in den Rat der Stadt aufgenommen, wo er schnell in höhere Ämter aufstieg. 1382 wurde er Kämmerer der Altstadt, im Folgejahr zum Kleinen Bürgermeister und nach weiteren drei Jahren 1386 zu einem der drei Großen Bürgermeister ernannt. Dieses Amt bekleidete er bis zu seinem Tod im Jahr 1420.
Am 23. April 1384 war Herman van Vechelde eines der Gründungsmitglieder der Braunschweiger Waffenbruderschaft der „Lilienvente“. In der Urkunde namentlich erwähnt werdent:

„… jungge Holtnicker, Cord van Brostidde, Ecgheling unde Hilmar van Strobeke, Fricke van deme Damme, Hans van Evensen, Cord unde Hans, syne sone, Herman van Vechtelde, Achacius Grube, Ludeke van dem Haghene, Hermen Plate, Brand Ruotze, Henning van Adenstidde, Hans Kale, Hinrik Kerchoff de eldere, Bertram van dem Damme, Hans van Ghustidde, Ghereke unde Hans Pawel, Herman unde Cord Ursleve, Eylard van der Heyde unde syne broedere, Brand van Hoene, Meynardus, Tyle van Kalve, Ludeman Kale unde Bernd van Remmelinge, Tyle van Odenem, Ludeleff van Ingheleve, Eggeling van Schanleghe, Tyle van Peyne, Hans de rode, Gherlach van dem Brovke, Henning Repeners, Herman Ghereken, Henning Horneborch, Hans Weddeghen, Herwich Kale, Thyle Hamborch, Eggheling Wacgen, Cord Stapel, Hinrik Ruoscher unde Herman van Ghust(idde), Hans Grotejan, Hans Stapel, Ludeleff Rebeen, Cord van Kyssenbrucghe, Hinrik unde Ludeleff van Enghelmestidde, Fricke Twedorp, Ludeke Witte unde Hinrik Gherwens, Luder unde Henning Schiltreme, Roleff van Schepenstidde, Bertram van Bornem, Cord van Bansleve, Bertold Smeed unde Bertold van Dengkte .…“

Am 28. Mai 1388 wurde er nach der siegreichen Schlacht von Winsen an der Aller noch auf dem Schlachtfeld zum Ritter geschlagen.
Während seiner Zeit als Bürgermeister fungierte er als Vermittler zwischen den alten Geschlechtern und den Kaufleuten der Handwerksgilde. In diesen Jahren erfolgten die Überwindung der Schicht von 1374 und die Beilegung des Konflikts mit der Hanse. Die Einführung einer neuen Ratsverfassung im Jahr 1386, die Neuordnung der städtischen Verwaltung, die Überarbeitung des Stadtrechts sowie die Modernisierung der Finanzverwaltung fielen ebenfalls in die Amtszeit von Vecheldes. Dadurch konnten der Einfluss der welfischen Stadtherren auf Braunschweig zurückgedrängt und die Autonomie der Stadt gefestigt werden. Zudem erhielt Braunschweig das päpstliche Privilegium de non evocando und das gerichtliche Offizialat.
Von Vechelde gilt als möglicher Verfasser der Heimlichen Rechenschaft (Hemelik rekenskop). Er war mit Ilse Kerkhof verheiratet, einer seiner Söhne hieß ebenfalls Herman(n). Kaiser Sigismund verlieh den Söhnen von Vecheldes und dessen Vetter am 2. August 1437 einen Wappenbrief. Viele seiner Nachfahren bekleideten hohe städtische Ämter im Braunschweiger Rat und in der Gilde der Gewandschneider. Unter diesen befanden sich bis ins 17. Jahrhundert hinein neun Ratsherren. Sein Sohn Hermann wurde Küchenkämmerer, sein Enkel Albert war von 1481 bis 1501 und ein weiterer Nachkomme mit Namen Hermann war von 1542 bis 1559 Bürgermeister der Stadt.